# Peter Yarrow
Peter Yarrow (New York, 31 maggio 1938 – New York, 7 gennaio 2025) è stato un cantante, chitarrista e attivista statunitense.

## Biografia

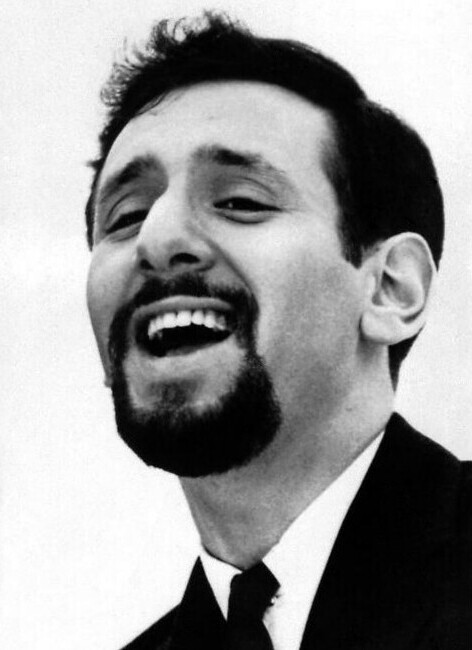
Peter Yarrow nel 1970

Era conosciuto per essere uno dei componenti del trio musicale Peter, Paul and Mary; egli ne fu voce e chitarrista.
Divenne noto anche per il suo attivismo politico per i diritti civili.
Yarrow è morto il 7 gennaio 2025 per un tumore alla vescica all'età di 86 anni.